# Riflesso (storia a fumetti)
Riflesso è la diciottesima storia a fumetti di Valentina, celebre personaggio creato da Guido Crepax. Si tratta di una storia fantascientifica e surreale, in cui realtà e sogno si mescolano continuamente.

## Trama
Una domenica di giugno, Valentina si sveglia sola nel suo appartamento di Milano. Uscita in terrazza per innaffiare le piante, trova un uomo vestito da astronauta accasciato a terra. L'uomo si risveglia e rilascia un gas esilarante che la stordisce. Nonostante la sua natura enigmatica e il suo mutismo, Valentina lo invita in casa. L'astronauta si limita a toccarla prima di addormentarsi. Al suo risveglio, l'uomo la inebria nuovamente con il misterioso gas, ma Valentina lo lascia a casa per andare a lavorare. Al suo rientro, Mattia è tornato e Valentina gli presenta l'astronauta. Il bambino, scambiandolo per un aviatore, gli mostra un aereo giocattolo. Valentina inizia a notare stranezze nell'ospite: non mangia, sembra invecchiare rapidamente durante il giorno per ritornare giovane ogni mattina.
Il giorno seguente, dopo aver lasciato Mattia da un amico, Valentina torna a casa e tenta invano di far parlare l'astronauta, che risponde rilasciando il solito gas. Improvvisamente, un'astronave appare sulla terrazza. L'astronauta e Valentina salgono a bordo tramite una scala a spirale. All'interno, Valentina vede se stessa vestita da astronauta ai comandi. I due astronauti hanno un rapporto sessuale, e Valentina-astronauta invecchia rapidamente, partorendo un bambino che cresce altrettanto velocemente fino a diventare anch'egli un astronauta. Questo Mattia-astronauta la salva poi da una creatura aliena simile a un dinosauro. Successivamente, delle donne-libellula aliene portano via l'uomo-astronauta, un evento che Valentina interpreta come una premonizione che Philip (il suo partner, assente per lavoro) le verrà portato via. Terrorizzata, Valentina chiede di non ricevere altre rivelazioni sul futuro e di essere riportata a casa.
Si sveglia cadendo dal letto, richiamata da Mattia che le racconta di aver sognato un drago che voleva mangiarla, ma lui l'ha salvata. Valentina si precipita in terrazza, ma non c'è traccia né dell'astronauta né dell'astronave, solo alcune foglie schiacciate nel punto dove lo aveva trovato per la prima volta.

## Personaggi

#### Valentina Rosselli
Fotografa milanese, in questa storia è da sola e ha a che fare con un misterioso astronauta. Alla fine della storia fa un sogno condiviso con il figlio Mattia.

#### L'astronauta
Misterioso uomo che è apparso sul terrazzo di Valentina. Non parla e non mangia, invecchiando rapidamente nell'arco di una giornata e tornando giovane l'indomani. Ogni tanto rilascia dalla tuta un gas allucinogeno. Alla fine della storia è identificato con Philip, compagno di Valentina.

#### Mattia Rembrandt
Figlio di Valentina e Philip, nel sogno diventa anche lui un astronauta che salva la madre da un drago alieno.

## Pubblicazioni
- alterlinus febbraio/marzo 1975[1][2][3]
- Milano Libri (Diario di Valentina) ottobre 1975
- RCS (Volume 6) 2007
- Salani (Storie di ordinaria follia) 2010
- Mondadori (Volume 20) 2015